# Уолтон, Джо (футболист)
Джо́зеф У. Уо́лтон (англ. Joseph W. Walton; 5 июня 1925 — 31 декабря 2006), также известный как Джо Уолтон (англ. Joe Walton) — английский футболист, защитник. Наиболее известен по выступлениям за клуб «Престон Норт Энд» в конце 1940-х и 1950-е годы, за который провёл более 400 матчей.

## Футбольная карьера
Уроженец Манчестера, Джо начал играть в футбол за местные школьные команды «Манчестер Скулбойз» и «Ланкашир Скулбойз». В апреле 1940 года 14-летний Уолтон подписал любительский контракт с «Манчестер Юнайтед», а в октябре 1943 года подписал профессиональный контракт с клубом. После этого регулярно выступал за «Манчестер Юнайтед» в Северной региональной военной лиге, и даже трижды сыграл за сборную Футбольной ассоциации Англии. 26 января 1946 года дебютировал за «Манчестер Юнайтед» в официальном матче: это была игра четвёртого раунда Кубка Англии против «Престон Норт Энд» на стадионе «Мейн Роуд».
24 августа 1946 года сыграл в неофициальном матче сборных Англии и Шотландии на «Мейн Роуд».  Это был благотворительный матч с целью сбора средств для помощи пострадавшим в давке на «Бернден Парк», которая произошла в марте 1946 года. Матч собрал 12 000 фунтов стерлингов. Так как игра была благотворительная, она не учитывалась в официальном зачёте, и Уолтон официально не провёл ни одной игры за сборную Англии.
В «Манчестер Юнайтед» у юного Уолтона была жёсткая конкуренция за место в защите команды со стороны правого защитника Джонни Кэри и левого защитника Джона Астона. Сыграв за команду 23 официальных матча, в 1948 году он попросил Мэтта Басби выставить себя на трансфер в поисках регулярной игровой практики. Басби пытался убедить юного защитника остаться в команде, но безуспешно, и в марте 1948 года Уолтон был продан в «Престон Норт Энд» за рекордную для того времени сумму в 10 000 фунтов стерлингов.
В сезоне 1952/53 Уолтон в составе своего нового клуба занял второе место в Первом дивизионе, когда «Престон» набрал равное количество очков с «Арсеналом», но уступил чемпионский титул по соотношению забитых и пропущенных мячей. В 1954 году помог «неуязвимым» дойти до финала Кубка Англии, в котором его команда уступила клубу «Вест Бромвич Альбион». В сезоне 1957/58 помог «Престону» вновь занять второе место в чемпионате (титул выиграл «Вулверхэмптон Уондерерс»). Уолтон выступал в составе «Престона» Уолтон с 1948 по 1961 год, сыграв 435 официальных матчей и забив 4 мяча.
В феврале 1961 года 36-летний Уолтон был продан в «Аккрингтон Стэнли» за 1590 фунтов стерлингов. Провёл в команде ещё два сезона, сыграв 50 официальных матчей. В марте 1962 года «Аккрингтон Стэнли» был признан банкротом и исключён из Футбольной лиги Англии (возрождённый клуб с тем же названием смог вернуться в неё только 44 года спустя).
После ухода из «Аккрингтона» был играющим тренером в клубе «Хоридж РМИ», расположенном неподалёку от Болтона. Впоследствии управлял газетным киоском в Престоне, а затем работал в электротехнической фирме там же.
Джо Уолтон умер в Престоне в канун нового 2007 года в возрасте 87 лет. У него остались жена и двое взрослых детей.

## Достижения
Престон Норт Энд
- Победитель Второго дивизиона: 1950/51
- Второе место в Первом дивизионе: 1952/53, 1957/58
- Финалист Кубка Англии: 1954

## Статистика выступлений
| Клуб              | Сезон            | Лига | Лига | Кубок | Кубок | Итого | Итого |
| Клуб              | Сезон            | Игры | Голы | Игры  | Голы  | Игры  | Голы  |
| ----------------- | ---------------- | ---- | ---- | ----- | ----- | ----- | ----- |
| Манчестер Юнайтед | 1945/46          | –    | –    | 2     | 0     | 2     | 0     |
| Манчестер Юнайтед | 1946/47          | 15   | 0    | 0     | 0     | 15    | 0     |
| Манчестер Юнайтед | 1947/48          | 6    | 0    | 0     | 0     | 6     | 0     |
| Манчестер Юнайтед | Итого            | 21   | 0    | 2     | 0     | 23    | 0     |
| Престон Норт Энд  | 1947/48          | 11   | 2    | 0     | 0     | 11    | 2     |
| Престон Норт Энд  | 1948/49          | 38   | 0    | 2     | 0     | 40    | 0     |
| Престон Норт Энд  | 1949/50          | 32   | 0    | 1     | 0     | 33    | 0     |
| Престон Норт Энд  | 1950/51          | 16   | 0    | 0     | 0     | 16    | 0     |
| Престон Норт Энд  | 1951/52          | 8    | 0    | 0     | 0     | 8     | 0     |
| Престон Норт Энд  | 1952/53          | 14   | 0    | 0     | 0     | 14    | 0     |
| Престон Норт Энд  | 1953/54          | 37   | 0    | 8     | 0     | 45    | 0     |
| Престон Норт Энд  | 1954/55          | 38   | 0    | 3     | 0     | 41    | 0     |
| Престон Норт Энд  | 1955/56          | 39   | 0    | 1     | 0     | 40    | 0     |
| Престон Норт Энд  | 1956/57          | 42   | 0    | 6     | 0     | 48    | 0     |
| Престон Норт Энд  | 1957/58          | 42   | 0    | 1     | 0     | 43    | 0     |
| Престон Норт Энд  | 1958/59          | 36   | 1    | 6     | 0     | 42    | 1     |
| Престон Норт Энд  | 1959/60          | 42   | 1    | 6     | 0     | 48    | 1     |
| Престон Норт Энд  | 1960/61          | 6    | 0    | 0     | 0     | 6     | 0     |
| Престон Норт Энд  | Итого            | 401  | 4    | 34    | 0     | 435   | 4     |
| Аккрингтон Стэнли | 1960/61          | 18   | 0    | 0     | 0     | 18    | 0     |
| Аккрингтон Стэнли | 1961/62          | 29   | 0    | 3     | 0     | 32    | 0     |
| Аккрингтон Стэнли | Итого            | 47   | 0    | 3     | 0     | 50    | 0     |
| Всего за карьеру  | Всего за карьеру | 469  | 4    | 39    | 0     | 508   | 4     |